# Sentinelezen
De Sentinelezen (ook Sentineli, Senteneli, Noord-Sentinel Eilanders) zijn een van de inheemse bevolkingsgroepen van de Andamanezen op de Andamanen, die deel uitmaken van India, gelegen in de Golf van Bengalen. 
Ze hebben een donker uiterlijk en wonen alleen maar op het Noord-Sentineleiland dat ten westen van de zuidelijke punt van de Zuid-Andaman ligt. Ze leven als jager-verzamelaars en staan bekend om de rigoureuze wijze waarmee ze hun onafhankelijkheid en zeggenschap over het eiland verdedigen en contact met buitenstaanders afwijzen. Door hun langdurige isolement van andere mensen behoren ze tot de meest geïsoleerde volkeren op aarde. Voor zover bekend zijn hun sociale normen en waarden vrij van enige invloed van buitenaf.

## Bevolking
De huidige bevolking Sentinelezen is niet met enige nauwkeurigheid te tellen. Schattingen variëren van minder dan 40, via een gemiddelde van 250 tot een maximum van 500. Tijdens de volkstelling van 2001 telden de Indiase ambtenaren 39 individuen (21 mannen en 18 vrouwen); deze telling werd echter wel van ruime afstand gedaan omdat contact met de Sentinelezen gevaarlijk en daarom niet toegestaan is. Vrijwel zeker kan worden gesteld dat deze telling geen precies getal heeft opgeleverd van het aantal bewoners op het eiland dat 72 km² groot is. De korte- en lange-termijnimpact van de aardbeving en de daaropvolgende tsunami in december 2004 op de bevolking blijft ook onbekend, anders dan dat wel bekend is dat er overlevenden waren. 
Tijdens eerdere bezoeken, zijn er groepen van tussen de 20 en 40 individuen gezien, en twee keer zelfs van tussen de 40 en de 60. Deze laatstgenoemde aantallen geven mogelijkerwijs een beter zicht op de omvang van de bevolking aangezien er zeker mensen zich verstoppen als er zich buitenstaanders in de buurt begeven. Op basis van deze ervaringen denkt men dat er tussen de twee en zes groepen op het eiland verblijven. Men gaat ervan uit dat de groepen die men heeft gezien op een klein deel van het eiland wonen. Men denkt op basis van de observaties, maar zeker is dat allerminst, dat er meer mannen dan vrouwen zijn.